# Гапечкин, Александр Игоревич
Алекса́ндр И́горевич Гапе́чкин (род. 16 июня 2002) — российский футболист, защитник клуба ФК Челябинск

## Биография
Воспитанник футбольный школы «Ростова». 18 октября 2020 года дебютировал за основную команду в матче чемпионата России против «Ахмата», выйдя на замену на 94-й минуте, и отметился голевой передачей.
В августе 2021 стал игроком латвийского клуба «Валмиера».
В августе 2022 года перешёл в ульяновскую «Волгу». В феврале 2023 года покинул «Волгу» и подписал двухлетний контракт с «Родиной-2». Позднее ушёл в «Родину-М».

## Достижения
Командные
 «Валмиера»
- Серебряный призёр чемпионата Латвии 2021